# ديفيد بي. هايت
ديفيد بي. هايت هو سياسي أمريكي، ولد في 2 سبتمبر 1906، وتوفي في 31 يوليو 2004.

## وصلات خارجية
- ديفيد بي. هايت على موقع IMDb (الإنجليزية)